# Marino Perani
Marino Perani (Ponte Nossa, Provincia de Bérgamo, Italia; 27 de octubre de 1939-Bolonia, Emilia-Romaña; 18 de octubre de 2017) fue un futbolista y director técnico italiano. Se desempeñaba en la posición de delantero.

## Selección nacional
Fue internacional con la selección de fútbol de Italia en 4 ocasiones y marcó 1 gol. Debutó el 14 de junio de 1966, en un encuentro amistoso ante la selección de Bulgaria que finalizó con marcador de 6-1 a favor de los italianos.

### Participaciones en Copas del Mundo
| Mundial                        | Sede       | Resultado    |
| ------------------------------ | ---------- | ------------ |
| Copa Mundial de Fútbol de 1966 | Inglaterra | Primera fase |

## Clubes

### Como futbolista
| Club                   | País   | Año       |
| ---------------------- | ------ | --------- |
| Atalanta B. C.         | Italia | 1956-1958 |
| Bologna F. C.          | Italia | 1958-1959 |
| Calcio Padova          | Italia | 1959-1960 |
| Bologna F. C.          | Italia | 1960-1974 |
| Toronto Metros-Croatia | Canadá | 1974-1975 |

### Como entrenador
| Club               | País   | Año       |
| ------------------ | ------ | --------- |
| Bologna F. C.      | Italia | 1979-1980 |
| Udinese Calcio     | Italia | 1980      |
| Brescia Calcio     | Italia | 1981-1982 |
| Salernitana Calcio | Italia | 1982-1983 |
| Parma F. C.        | Italia | 1983-1985 |
| Calcio Padova      | Italia | 1985-1986 |
| U. S. Sanremese    | Italia | 1986-1987 |
| A. C. Reggiana     | Italia | 1987-1988 |
| Ravenna Calcio     | Italia | 1989-1990 |
| Boca Pietri Carpi  | Italia | 1997-1998 |

## Palmarés

### Como futbolista

#### Campeonatos nacionales
| Título      | Club          | País   | Año     |
| ----------- | ------------- | ------ | ------- |
| Serie A     | Bologna F. C. | Italia | 1963-64 |
| Copa Italia | Bologna F. C. | Italia | 1969-70 |
| Copa Italia | Bologna F. C. | Italia | 1973-74 |

#### Copas internacionales
| Título                   | Club          | País   | Año  |
| ------------------------ | ------------- | ------ | ---- |
| Copa Mitropa             | Bologna F. C. | Italia | 1961 |
| Anglo-Italian League Cup | Bologna F. C. | Italia | 1970 |